# Hans Joachim Nauschütz
Hans Joachim Nauschütz (* 16. Mai 1940 in Strasburg; † 3. März 2003 in Frankfurt (Oder)) war ein deutscher Schriftsteller und Publizist.

## Leben

### Leben und Wirken in der DDR
Hans Joachim Nauschütz wurde 1940 in Strasburg in der Uckermark geboren. Nach dem Besuch der Oberschule absolvierte er ein Studium zum Bibliothekar an der Berliner Büchereischule und arbeitete danach in seinem Beruf. Im Kreis Strausberg übernahm er eine Position als Kulturfunktionär und als hauptamtlicher Sekretär einer FDJ-Kreisleitung. Während seiner dreijährigen Dienstzeit in der Nationalen Volksarmee (NVA) begann er mit dem Schreiben von Gedichten und kurzer Prosa. Er schloss sich 1964 dem Zirkel Schreibender Soldaten in Potsdam an, der sich regelmäßig im Bezirksklubhaus der NVA traf. Dessen Leiter war der Inoffizielle Staatssicherheits-Mitarbeiter Walter Flegel. In der zweiten Hälfte der 1990er Jahre gaben sie gemeinsam Anthologien heraus.
In den Jahren 1965 bis 1969 nahm Nauschütz an den Hans-Marchwitza-Wettbewerben teil und gewann verschiedene Preise. 1971 schloss er sich der Arbeitsgemeinschaft Junger Autoren (AJA) an. Von Mitte der 1970er bis Mitte der 1980er Jahre betreute er, angeregt durch Helmut Preißler und Siegfried Schumacher, die Bezirksarbeitsgemeinschaft „Schreibende Arbeiter“ in Frankfurt (Oder), baute dort das Literaturzentrum mit auf und startete die „Lesebühne“. Nebenher schrieb er Beiträge für das Soldatenmagazin Armeerundschau.
Nauschütz wurde zum Studium der Germanistik und Geschichte an die Pädagogische Hochschule Potsdam delegiert, wo er zum Diplomlehrer ausgebildet wurde. Er nahm seine Arbeit als Fachlehrer für Literatur und Methodik an der Pädagogischen Fachschule Frankfurt (Oder) auf und wechselte nach fünf Jahren an die Pädagogische Schule für Kindergärtnerinnen in Waldsieversdorf. Zeitweilig schon vorher freischaffend tätig, entschied er sich 1983 dauerhaft für eine freiberufliche Tätigkeit als Autor und Publizist. Er schrieb Lyrik, Kurzprosa und Reportagen, außerdem literaturkritische und literaturtheoretische Beiträge zur Literaturmethodik. Seine Gedichte fanden Eingang in Zeitungen, Zeitschriften und Anthologien sowie in Lyriksendungen des Rundfunks. Im Neuen Tag erschienen auch Prosastücke und in der Neuen Deutschen Literatur publizistische Beiträge. Auch Liedtexte für Vorschulkinder gehörten zu seinem Repertoire. Studienaufenthalte im Ausland schlugen sich in Reportagen und literarischen Impressionen nieder.
Nauschütz betrieb ein Literaturzentrum und eine Schriftstellerwerkstatt. Über die Nachwuchsförderung sagte er: „Ein Talent zu entdecken, gehört zum Erregendsten überhaupt. Unabhängig davon, ob ein Schriftsteller aus den begabten Jungen und Mädchen wird, ist es sehr beglückend, mit ihnen zu arbeiten. Und was ich im Umgang mit ihnen erfahre, erlebe, ist auch wichtig für mich. Ich möchte diese Arbeit mit dem Nachwuchs – und es ist aufwendige Arbeit – nicht missen.“

### Leben und Wirken in der Wende- und Nachwendezeit
Nauschütz bekannte sich zum Marxismus-Leninismus: „[W]elch andere Philosophie als die marxistisch-leninistische befähigt uns zur festen Haltung, zur bewußt gewollten Einflußnahme auf die glücklich zu gestaltenden Veränderungen unseres Lebens.“ Zur Wende äußerte er sich rückblickend: „Es war schwer zu erklären, wie diese Situation entstanden war, weshalb sich eine Opposition gebildet hatte, warum die SED ihren Führungsanspruch verspielte.“ Das Neue Deutschland bezeichnete ihn als einen Bewahrer der Hinterlassenschaften seines untergegangenen Landes, sowohl ideologisch (als Nonkonformist in der neuen Gesellschaftsordnung) als auch literarisch (in Form eines Antiquariats). Im Vorwort des Buches über den Kommunisten Max Hannemann fand Nauschütz jedoch auch kritische Worte: „In der DDR hat es Ausgrenzungen gegeben. […] Der Fall Hannemann ist nicht nur Beleg dafür, daß es Verdrängungen gegeben hat. Er belegt ebenso Umgang mit Geschichte, und zwar mit jener, die man für sich selbst in Anspruch nahm als die eigene.“
Im September 1991 gründeten 21 Autoren aus Brandenburg und Westpolen in Frankfurt (Oder) das Deutsch-Polnische Literaturbüro Oderregion. Unter ihnen war Hans Joachim Nauschütz. Er übernahm dessen Leitung, organisierte die Kooperation mit dem Literaturkollegium Brandenburg, wurde zum Herausgeber der Frankfurter Blätter und brachte unter dem Titel „Frankfurter Symposien“ internationale Autoren, Verleger und Literaturwissenschaftler zu Themen der Kinder- und Jugendliteratur zusammen. Im Zuge dieser Vernetzung gab es Gemeinschaftslesungen deutscher und polnischer Autoren in beiden Ländern, ebenso Ausstellungen wie auch einen grenzübergreifenden Literaturaustausch als Angebot für polnische und deutsche Schüler, zudem gemeinsame zweisprachige Theaterarbeit mit Kindern.
Nauschütz betreute schreibende Kinder und Jugendliche und unterstützte Häftlinge einer Justizvollzugsanstalt bei deren Schreibversuchen. Daneben war er selbst weiterhin schriftstellerisch und publizistisch aktiv. Er war Mitglied des Verbandes deutscher Schriftsteller (VS), Mitglied im Friedrich-Bödecker-Kreis und Mitglied in der Brandenburgischen Literaturgesellschaft.

## Werke (Auswahl)
- Hans E. Greiser, Heinz Kuhnert, Hans Joachim Nauschütz u. a.: Zur Literatur für das Vorschulkind. Studienmaterial für den Deutschunterricht an den pädagogischen Schulen für Kindergärtnerinnen. Verlag Volk und Wissen, Berlin 1968.
- Unterm Stahlhelm. In: Du, unsere Liebe. Gedichte. Deutscher Militärverlag, Berlin 1969, S. 204–212.
- Die Frage/Unbestechlich war Robespierre/Eine unserer Stimmen/Unterm Stahlhelm. In: Neue Deutsche Literatur. 18. Jg., Heft 12, Dezember 1970, Neue Namen, S. 99–101.
- Singt, Genossen, ein Lied. In: Nach dem Manöver. Erzählungen und Gedichte. Gewidmet der Nationalen Volksarmee. Herausgegeben von Joachim Warnatzsch und Klaus Kapinos. Deutscher Militärverlag, Berlin 1971, S. 139.
- Urlaub in Sachen Familie. Erzählung. Mitteldeutscher Verlag, Halle (Saale) 1975.
- Die Unterbrechung. Roman. Mitteldeutscher Verlag, Halle (Saale)/Leipzig 1979.
- Hawelka. In: Neue Deutsche Literatur. Monatsschrift für Literatur und Kritik. 30. Jg., Heft 11, November 1982, S. 120–124.
- Ein Sommer im Luch. [Umschlaggestaltung und Illustrationen: Wolfgang Würfel.] Militärverlag der Deutschen Demokratischen Republik, Berlin 1983.
- Durch ein paar Höfe in Zürich. In: Die Weltbühne. 81. Jg., Heft 10, 11. März 1986, S. 302–304.
- Die Hinterlassenschaft. [Schutzumschlag, Einband und Illustrationen: Karl Fischer.] Militärverlag der Deutschen Demokratischen Republik, Berlin 1988, ISBN 3-327-00566-4.
- Fernsehzeit. Ein paar Blicke aufs Angebot des DDR-Fernsehens für Kinder. In: Beiträge zur Kinder- und Jugendliteratur. Der Kinderbuchverlag, Berlin, Nr. 92/1989, ISSN 0522-6805, S. 31–41.
- Art des Erinnerns/Aale im Fließ. In: Immernoch. Neue Texte Brandenburger Autoren. Auswahl und Zusammenstellung Walter Flegel und Hans Joachim Nauschütz. Edition Rotdorn, Potsdam 1995, ISBN 3-931811-00-X, S. 44–48/49–52.
- Strubbelkopp und noch ganz andere Geschichten. Illustrationen von Wolfgang Würfel. Verlag Die Furt, Jacobsdorf 1998, ISBN 3-933416-04-3.
- Max Hannemann und Genossen. Über einen jahrzehntelangen Verdacht und seine Folgen. Ein Report von Hans Joachim Nauschütz. Trafo-Verlag Weist, Berlin 1998, ISBN 3-930412-84-5.
- Frankfurt wie es war und ist. Einmal kreuz und einmal quer und um die halbe Stadt. [Wanderungen durch Frankfurt (Oder)]. Verlag Die Furt, Jacobsdorf [ca.] 1998, ISBN 3-933416-01-9 (überarbeitete und erweiterte Auflage 2003: 3-933416-00-0).
- Victor Blüthgen (1844–1920) und Freienwalde. Mit Seitenblicken auf weitere Lebensstationen (= Frankfurter Buntbücher. Band 25). Kleist-Gedenk- und Forschungsstätte, Frankfurt (Oder) 1999, ISBN 3-9805717-8-5.
- Leben in Walldorf. Bucheinträge vom Sommer und Herbst 89. Mit ein paar Nachträgen. Verlag Die Furt, Jacobsdorf 2000, ISBN 3-933416-18-3.
- Wie wahr ist das Wahre. Deutsche Lebensläufe und Selbstzeugnisse nördlich und östlich von Elbe, Oder und Bug. Verlag Die Furt, Jacobsdorf 2001, ISBN 3-933416-25-6.
- Verschiedene Artikel in: Beiträge Jugendliteratur und Medien. beispielsweise:
  - Von Habenichten und Henkelpötten und einem neuen Bundesland. Zu Kinderbüchern von Helmut Sakowski. In: Beiträge Jugendliteratur und Medien. 48. Jg., Heft 3/1996, S. 155–162.
  - Mit Bart durch Wald und Auen – Steffen Peltsch zum Sechzigsten. In: Beiträge Jugendliteratur und Medien. 51. Jg., Heft 1/1999, S. 46–48.
  - Götz R. Richter und das literarische Abenteuer Afrika. Was bleibt? In: Beiträge Jugendliteratur und Medien. 52. Jg., Heft 1/2000, S. 14–22.
  - Neuer Ansatz – Hildegard und Siegfried Schumacher. In: Beiträge Jugendliteratur und Medien. Wende-Punkte. Zur Situation der Literatur und der Literatur in den neuen Bundesländern. Herausgegeben von Steffen Peltsch. 12. Beiheft 2001, ISBN 3-7799-0982-0, S. 144–152.

## Herausgeberschaft
- Dies Land – Wärme und Licht. Eine Anthologie schreibender Arbeiter und Jugendlicher des Bezirks Frankfurt (Oder). Auswahl, Zusammenstellung und Redaktion: Hans Joachim Nauschütz. FDGB Bezirksorganisation, Frankfurt (Oder) 1979.
- mit Walter Flegel: Vom Stand der Dinge. Brandenburger Autoren mit neuen Texten. Edition Rotdorn, Potsdam 1996, ISBN 3-931811-02-6.
- mit Walter Flegel: Dieser miese schöne Alltag. Brandenburger Autoren mit neuen Texten. Edition Rotdorn, Potsdam 1998, ISBN 3-931811-10-7.
- Frank Hammer: Axt im Nadelkissen. Gedichte. Auswahl, Zusammenstellung und Nachwort Hans Joachim Nauschütz. Verlag Die Furt, Jacobsdorf 2001, ISBN 3-933416-27-2.
- Herausgeber bzw. Mitherausgeber der ersten elf Frankfurter Blätter, beispielsweise:
  - Heimat, Heimatverlust und Heimatgewinn als Thema und Motiv im europäischen Kinder- und Jugendbuch. Drittes Internationales Symposium in Frankfurt (Oder) und Zbaszyn vom 24.–26. April 1995 (= Frankfurter Blätter. Nr. 4,1). Deutsch-Polnisches Literaturbüro Oderregion, Frankfurt (Oder) 1995, ISBN 3-931235-01-7.
  - Toleranz im Kinder- und Jugendbuch der Gegenwart. Viertes Internationales Symposium in Frankfurt (Oder) und Lagow vom 17.–19. April 1996 (= Frankfurter Blätter. Nr. 4,2). Deutsch-Polnisches Literaturbüro Oderregion, Frankfurt (Oder) 1996, ISBN 3-931235-01-7.
  - Die Augen des Tigers. Anthologie der Interessengemeinschaft junger Autoren Frankfurt (Oder) (= Frankfurter Blätter. Nr. 5). Deutsch-Polnisches Literaturbüro Oderregion, Frankfurt (Oder) 1995, ISBN 3-931235-02-5.
  - Der Maulbeerbaum, der Fernweh hatte. Erzählungen, Geschichten und Märchen für Kinder in deutscher und polnischer Sprache. [Eine Anthologie des Deutsch-Polnischen Literaturbüros Oderregion e.V. Frankfurt (Oder)]. [Übersetzung: Jolanta Sachers.] (= Frankfurter Blätter. Nr. 6). Deutsch-Polnisches Literaturbüro Oderregion, Frankfurt (Oder) 1997, ISBN 3-931235-04-1.
- Herausgeber („Chefredakteur“) im Auftrag des Zentrums für künstlerische Werkstätten und bildende Kunst Frankfurt (Oder) der sechsteiligen Publikation Künstler aus dem Bezirk Frankfurt (Oder). 8. Bezirkskunstausstellung Frankfurt (Oder). 1990. Mit Beiträgen von Nauschütz:
  - Werden und vergehen, werden und … Günter Neubauer. In: Landschaftsbilder. (= Band 2), S. 37–38.
  - Sicht auf Inhalte. Margot Prust. In: Grafik und Gebrauch. (= Band 4), S. 38.

## Hörspiele
- 1972: Die Aushilfsfahrt des Fliegers Kaufmann. Regie: Detlef Kurzweg, Erstsendung 5. Juni 1972, Rundfunk der DDR.

## Theaterstücke
- Liesbeth. Premiere 1989, Kleist-Theater, Frankfurt (Oder). („Liesbeth“ ist eine Figur aus dem kurz zuvor erschienenen Roman Die Hinterlassenschaft. Eine Inhaltsangabe des Stückes liegt jedoch nicht vor, sodass zu etwaigen inhaltlichen Übereinstimmungen nichts gesagt werden kann.)

## Auszeichnungen
- 1965: 2. und 3. Preis Hans-Marchwitza-Wettbewerb
- 1967: 1. Preis Prosa Hans-Marchwitza-Wettbewerb
- 1969: Sonderpreis Lyrik Hans-Marchwitza-Wettbewerb
- 1983: Heinrich-von-Kleist-Kunstpreis
- 1998: „Eberhard“ – Barnimer Preis für Texte der Kinder- und Jugendliteratur mit Umweltthematik
- 2000: Ehm-Welk-Literaturpreis